# Heiligenbrunn (Burgenland)
Heiligenbrunn (węg. Szentkút, burg.-chorw. Šenkut) – gmina w Austrii, w kraju związkowym Burgenland, w powiecie Güssing. Liczy 838 mieszkańców (1 stycznia 2014).